# Шенжи (Об)
Шенжи (фр. Chennegy) насеље је и општина у североисточној Француској у региону Шампањ-Арден, у департману Об која припада префектури Троа.
По подацима из 2011. године у општини је живело 442 становника, а густина насељености је износила 19,06 становника/km². Општина се простире на површини од 23,19 km². Налази се на средњој надморској висини од 154 метара.

## Демографија
| 1962. | 1968. | 1975. | 1982. | 1990. | 1999. | 2011. |
| ----- | ----- | ----- | ----- | ----- | ----- | ----- |
| 313   | 352   | 341   | 368   | 392   | 398   | 442   |

График промене броја становника у току последњих година